# Cleòmac
|  | Per a altres significats, vegeu «Cleòmac de Magnèsia». |

Cleòmac (en llatí Cleomachus, en grec antic Κλεόμαχος) se suposa que va ser un poeta tràgic grec contemporani de Cratí d'Atenes, però hi ha dubtes en els passatges on Cratí en fa referència ja que el relaciona amb el poeta líric Gnesip, fill de Cleòmac de Magnèsia, segons comenta Ateneu de Nàucratis. Alguns autors pensen que aquest Cleòmac i Cleòmac de Magnèsia van ser la mateixa persona.